# مراد كاروف
 مراد كاروف (1968 الجزائر) هو لاعب كرة قدم جزائري.